# Dia Internacional de l'Èuscar
El Dia Internacional de l'Èuscar (basc: Euskararen Nazioarteko Eguna) és la celebració anual dedicada a l'èuscar, basc o eusquera, noms que rep la llengua parlada al País Basc (Euskal Herria). Té lloc el 3 de desembre a la Comunitat Autònoma del País Basc, Navarra i Iparralde, així com en d'altres indrets del món amb comunitats parlants basques, en homenatge a la mort del sant Francesc Xavier.

## Origen de la celebració
El Dia Internacional de l'Èuscar (ENE) va ser instaurat el 1949 per l'Eusko Ikaskuntza, però la seva celebració no es va institucionalitzar fins al 1995 gràcies a la col·laboració entre el Govern Basc i l'Euskaltzaindia. El primer any que es va celebrar, doncs, fou el 3 de desembre de 1949, organitzat per l'Eusko Ikaskuntza. En aquella època i atesa la censura del franquisme a Espanya només es va poder celebrar a la jurisdicció francesa d'Iparralde i a diversos llocs d'Amèrica.
El 1995, fent seves les peticions que es van cursar en la primera Assemblea Mundial de la Diàspora Basca, el Govern Basc i Euskaltzaindia van institucionalitzar el Dia Internacional del Basc. A partir d'aleshores, el Dia Internacional del Basc s'ha celebrat cada any el 3 de desembre, el dia de Sant Francesc Xavier. Aquest sant va morir el 3 de desembre de 1552 i, segons diu la tradició, les seves últimes paraules van ser en basc, encara que no hi ha constància d'aquests fets.
L'artista basc Néstor Basterretxea va crear el 2005 el logotip que s'empra com a símbol d'identitat d'aquesta efemèride anual, de la qual participen individus, entitats i institucions públiques de Govern per tal de fomentar-ne l'ús i adaptar els hàbits lingüístics que permetin normalitzar-la. En aquest sentit, l'any 2010 el Parlament Basc va aprovar una declaració institucional en la mateixa línia i per garantir que l'èuscar esdevingui una eina de cohesió social.
És una celebració que té lloc majoritàriament a la Comunitat Autònoma del País Basc, a Navarra i a Iparralde.